# Enzo Gusman
Enzo Gusman (Sliema, 9 agosto 1947 – 18 dicembre 2021) è stato un cantante maltese.

## Biografia
Enzo Gusman debuttò al Malta Song Festival nel 1966 cantando Int, con cui colse la vittoria. Da allora si aggiudicò la manifestazione altre quattro volte: nel 1974 con Paċi fid-Dinja, nel 1976 con Tifkiriet tagħna t-tnejn, nel 1995 con Din għalikom... il-ħbieb tiegħi, e nel 2000 con Nittama. Il suo record di cinque vittorie è eguagliato solo da Renato Micallef. 
Partecipò a numerose manifestazioni musicali all'estero. Nel 1974 e nel 1976, grazie alle sue vittorie al Malta Song Festival, avrebbe anche dovuto prendere parte all'Eurovision Song Contest rappresentando il suo paese, rispettivamente con i brani in lingua inglese Peace in the World e Sing Your Song, Country Boy; tuttavia, per motivi rimasti ignoti, l'emittente televisiva maltese si ritirò dalla competizione.

## Discografia

### Album
- Fil-pjazza tar-raħal

### Singoli
- 1966 - Int
- 1971 - Dionk dionk/Ejja fil-qrib (con Doreen Galea)
- 1974 - Paċi fid-Dinja
- 1975 - Kantaw ilkoll flimkien (con i Main Item)
- 1975 - Fil-pjazza tar-raħal (con i Main Item)
- 1975 - Tifkiriet tagħna t-tnejn/Sing Your Song, Country Boy
- 1976 - Żepp u greżż (con i Main Item)
- 1976 - Kif narak kull filgħaxilja
- 1977 - Fis-sewwa jew fid-dnewwa (con i Dynamics)
- 1978 - Awguri (con Carmen Schembri e i No.1)
- 1983 - What's So Wrong with Crying?/I Just Can't Believe You're Leaving
- 1995 - Din għalikom... il-ħbieb tiegħi
- 2000 - Nittama